# Carvoeiro
Carvoeiro, också kallad Praia de Carvoeiro, är en ort och en tidigare egen kommun eller freguesia i distriktet (concelho) Lagoa, Algarve, Portugal. Invånarantalet 2011 var 2721, inom ett område på 11,66 km². Carvoeiro ligger 5 kilometer söder om Lagos. År 2013 inkorporerades Carvoeiro i den nya kommunen Lagoa.

## Galleri

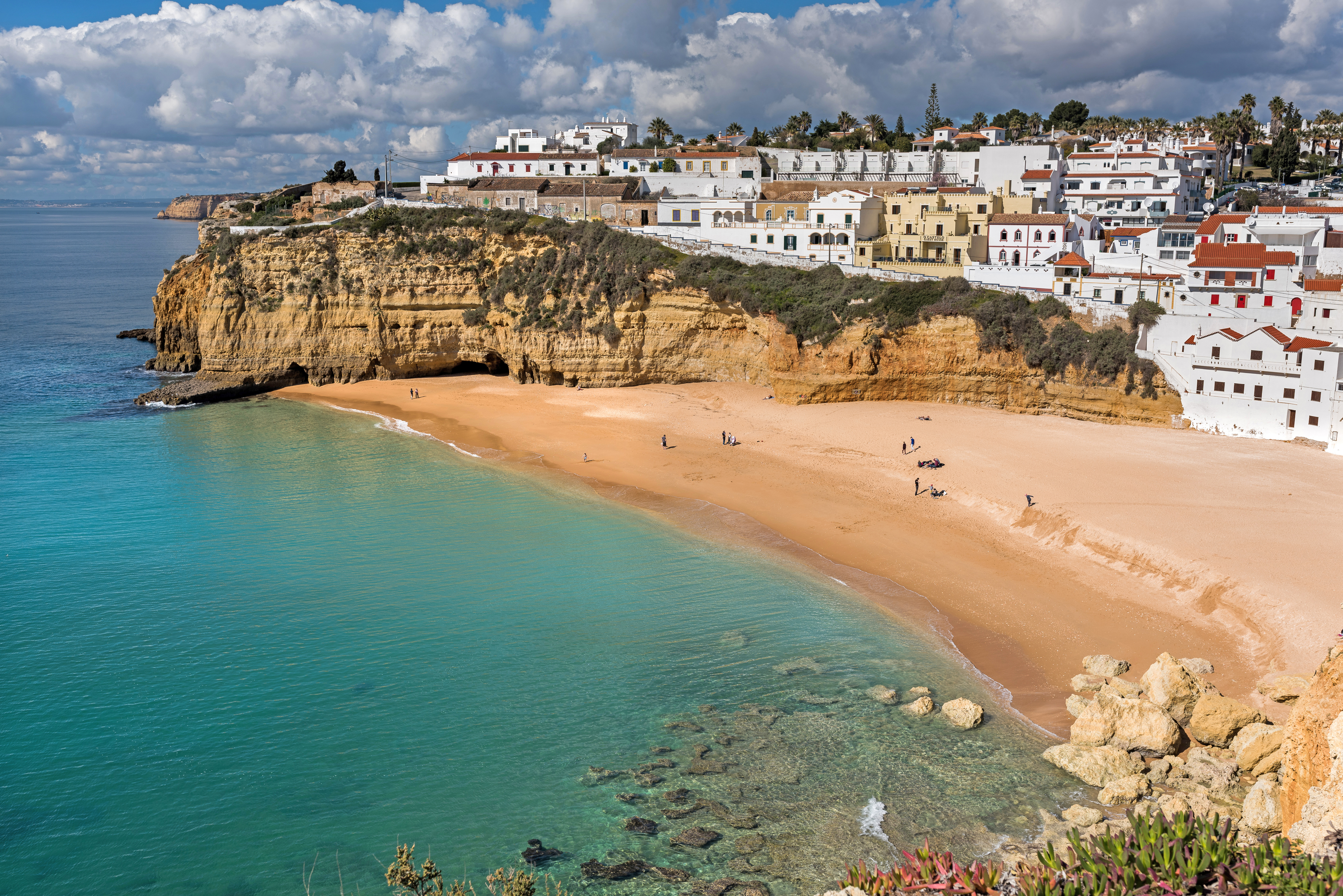
Carvoeiro, februari 2015.
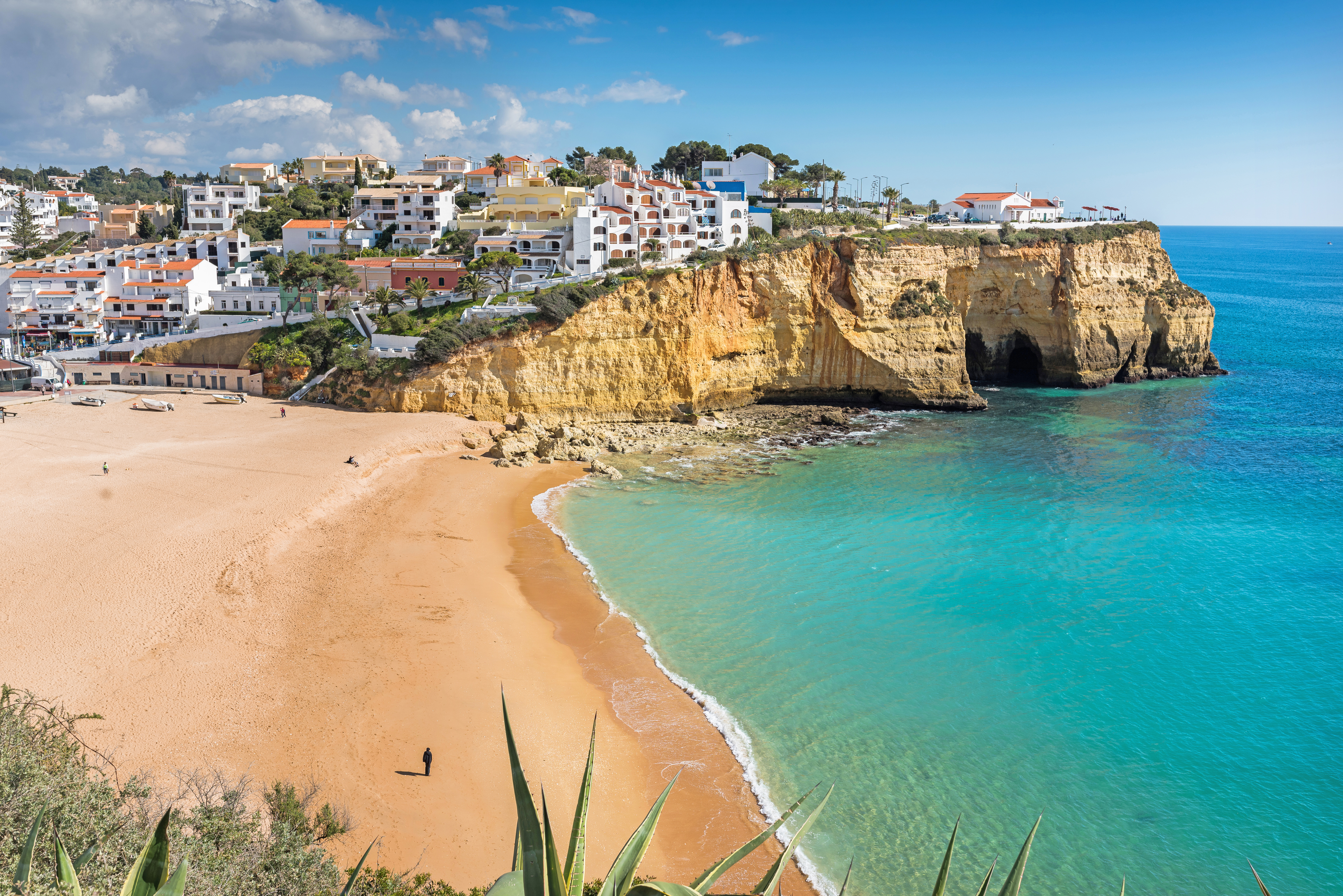
Carvoeiro, februari 2015.
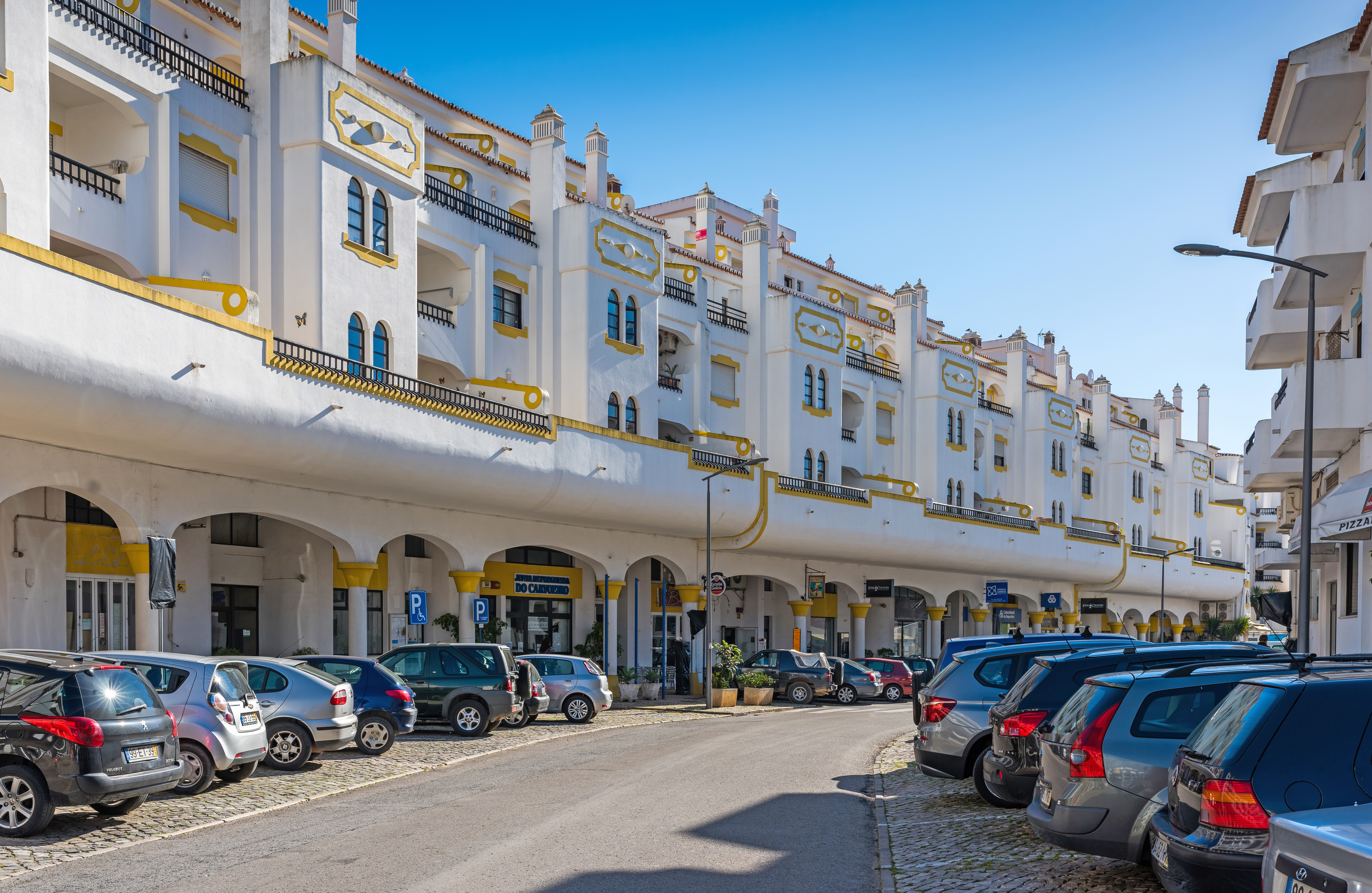
Carvoeiro, februari 2015.
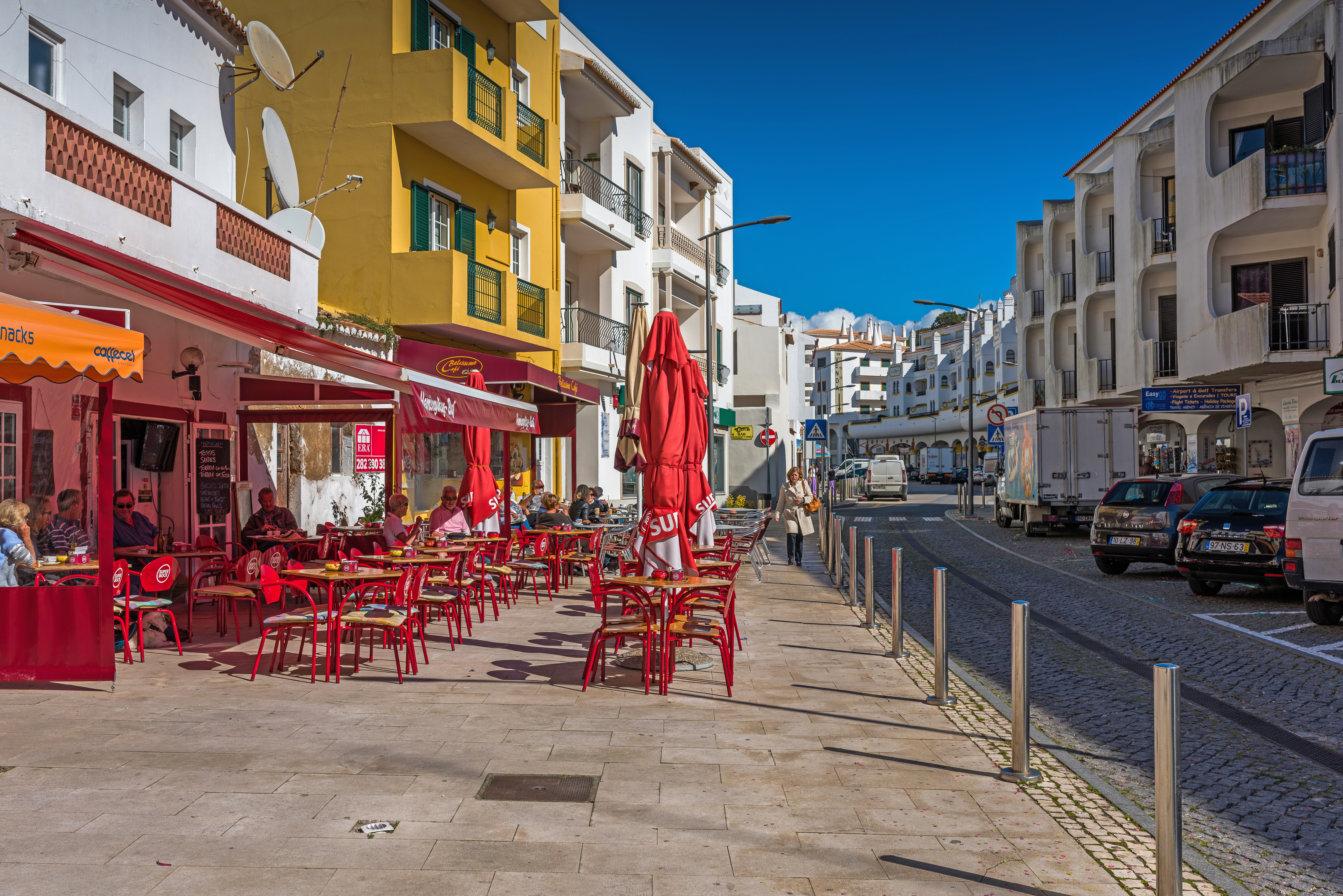
Carvoeiro, februari 2015.
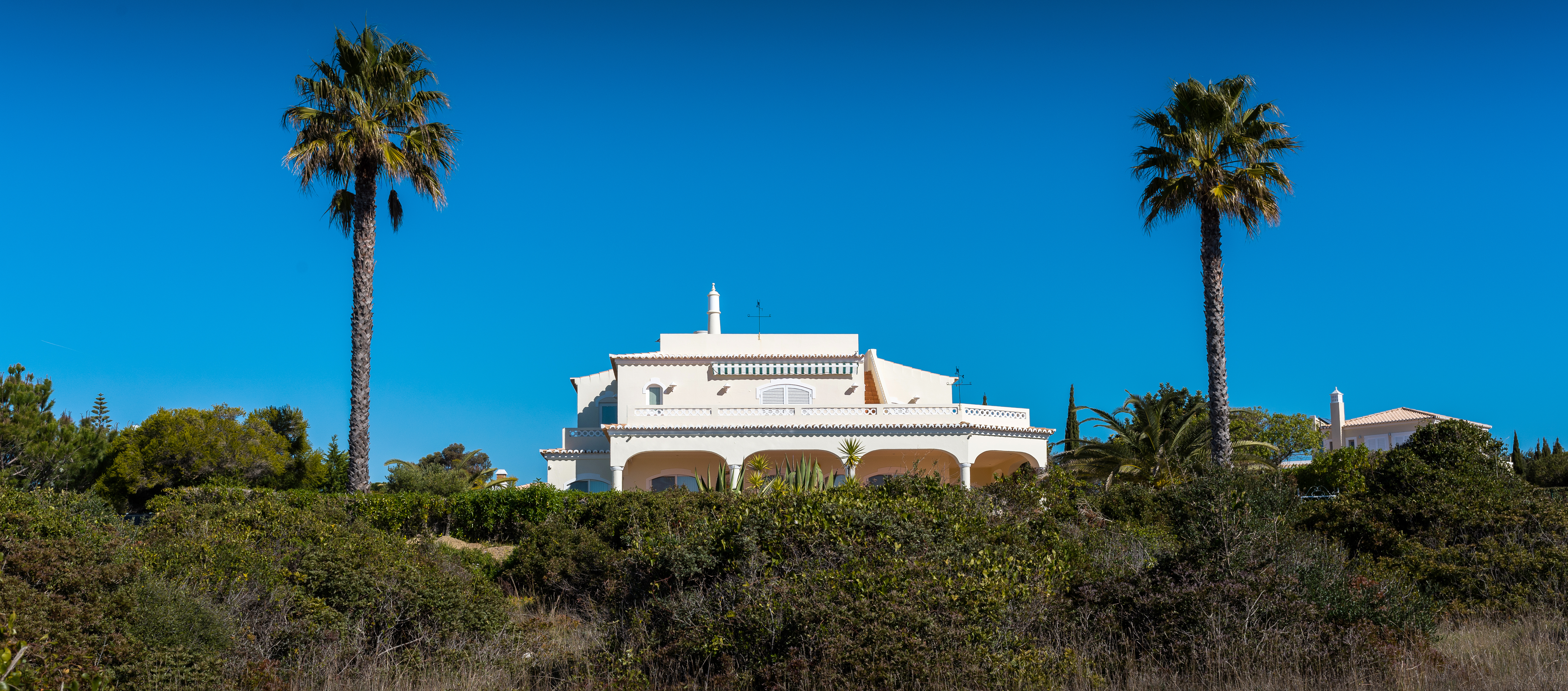
Carvoeiro, februari 2015.